# Tillandsia tenebra
Tillandsia tenebra là một loài thực vật có hoa trong họ Bromeliaceae. Loài này được L.Hrom. & W.Till miêu tả khoa học đầu tiên năm 1991.